# Simone Lappert

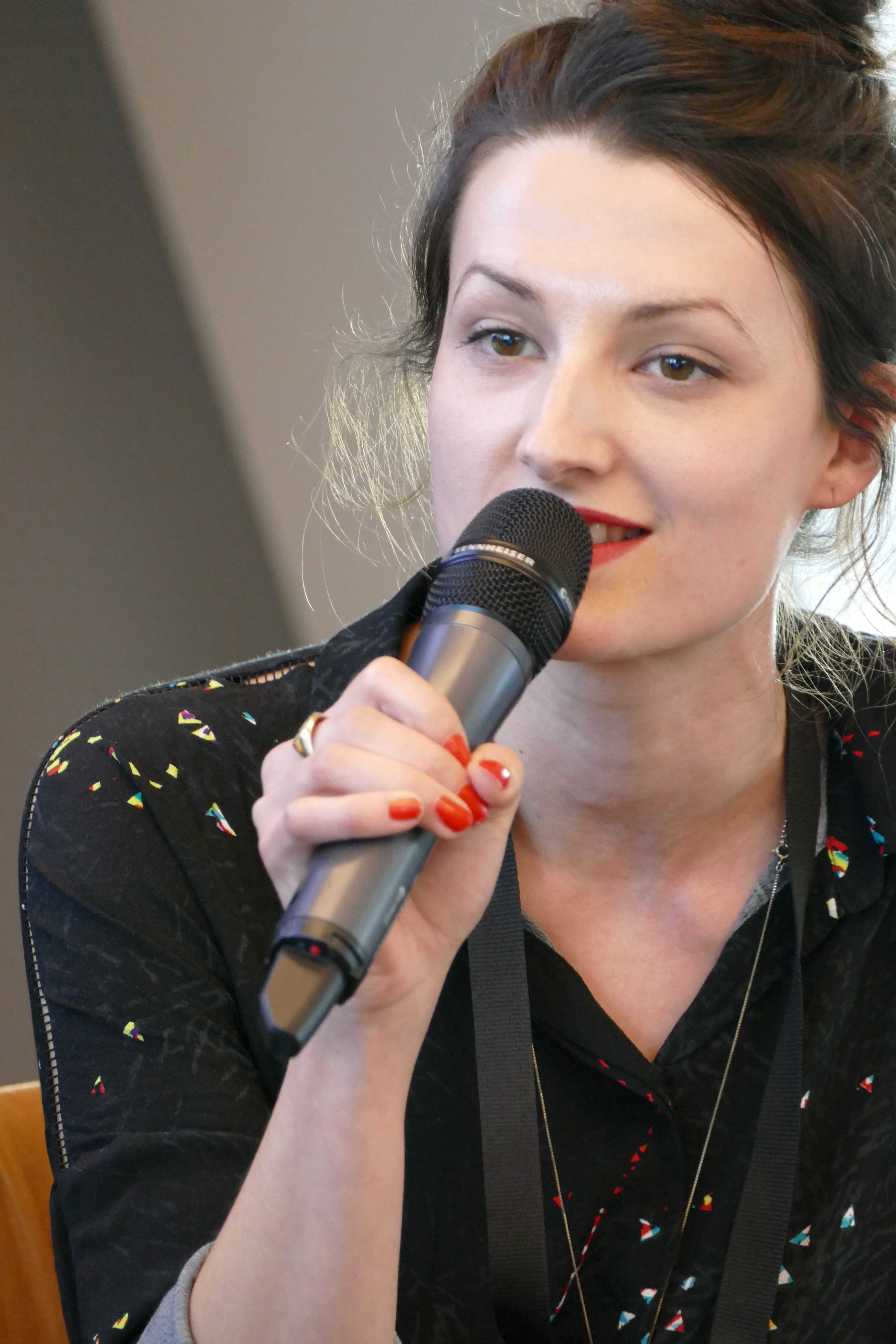
Simone Lappert spricht bei Fokus Lyrik 2019

Simone Lappert (* 1985 in Aarau) ist eine Schweizer Schriftstellerin.

## Leben
Simone Lappert studierte Literarisches Schreiben am Schweizerischen Literaturinstitut in Biel und lebt und arbeitet als freie Autorin in Zürich und Basel. 
2014 erschien im Berliner «Metrolit Verlag» ihr Debütroman Wurfschatten, der mediale Beachtung fand und auf der Shortlist des Aspekte-Literaturpreises sowie des Rauriser Literaturpreises stand. Ihr Roman Der Sprung wurde 2019 für den Schweizer Buchpreis nominiert.
Simone Lappert ist Mitglied der Basler Lyrikgruppe, Kuratorin der internationalen Lyrikervereinigung Babelsprech und Jurymitglied des Basler Lyrikpreises. Sie ist die Nichte und Patentochter des Schweizer Schriftstellers Rolf Lappert.

## Werke
- Wurfschatten. Roman. Metrolit Verlag, Berlin 2014, ISBN 978-3-8493-0095-1.
- Der Sprung. Roman. Diogenes Verlag, Zürich 2019, ISBN 978-3-257-07074-3.
- längst fällige verwilderung. gedichte und gespinste. Diogenes Verlag, Zürich 2022, ISBN 978-3-257-69443-7.
- Blendende Aussichten. Diogenes Verlag, Zürich 2022, ISBN 978-3-257-61326-1.

## Auszeichnungen
- 2024: Werkjahr der Stadt Zürich[4]
- 2017: Werkbeitrag des Aargauer Kuratoriums[5]
- 2015: Autorenförderbeitrag Fachausschuss Literatur BS/BL[6]
- 2015: Werkbeitrag der Schweizer Kulturstiftung Pro Helvetia[7]
- 2014: Shortlist Rauriser Literaturpreis[8]
- 2014: Newcomerpreis Literaturpreis Wartholz
- 2013: Gewinnerin Heinz-Weder-Preis für Lyrik
- 2012: Stipendiatin des 16. Klagenfurter Literaturkurses
- 2008: Stipendiatin der Autorenwerkstatt Prosa 2008 des Literarischen Colloquium Berlin